# Кийа Алп
Кийа Алп (1152— 1214 р.) — вождь огузького племені кайи, його засновник. За легендою, його сином був Сулейман Шах, онуком Ертогрул, а праонуком — Осман I, засновник і перший султан Османської імперії. Однак, археологічні знахідки довели, що батьком Ертогрула був Гюндюз Альп.
Батьком Кийа Алпа, за недостовірними відомостями, вважається Саладін, сам родоначальник кайи вважається нащадком монголів. Помер Кийа Алп 1214 року за невідомих обставин.